# Aerosolfysik
Aerosolfysik beskriver fysikaliska egenskaper hos aerosolpartiklar. Partiklar kan förflyttas relativt den omgivande gasen när de påverkas av yttre krafter som gravitation eller, för laddade partiklar, elektriska fält. De kan transporteras och spridas via kollisioner med gasmolekyler, så kallad diffusion, eller under inverkan av en temperaturgradient (termofores). De växelverkar fysikaliskt och kemiskt med gasfomiga ämnen, fångar in joner samt sprider och absorberar ljus. Aerosolfysik är viktig för att kunna förstå bildningen av aerosolpartiklar samt rörelsen av partiklar i luften och andra gaser och för att kunna mäta samt generera partiklar.